# 胡也佛

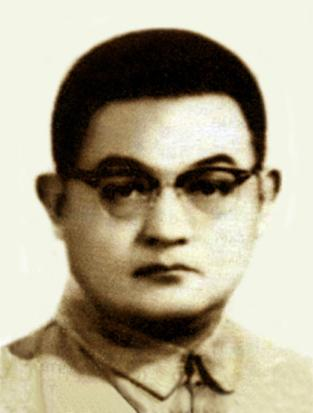
胡也佛 (1908-1980)

胡 也仏（こ やぶつ、フー・イェフォ、繁体字:胡也佛; 簡体字:胡也佛; ピン音:Hú Yěfó; 1908年 - 1980年）は、中国の連環画、春宮画、仕女画、工筆画家。 
本名国華、 字は大空、号は谷華、署名は十卉廬主、 筆名は胡若佛、胡也佛、胡丁文、胡新、胡強 。浙江余姚県坎墩の出身。 

## 生涯
清朝光緒三十四年（1908年）、浙江余姚県坎墩に生まれ、十歳の頃大叔母の養子になった。幼時から絵を好み、十四歳で寧波の中学校に入学。後に単身、上海に向かい、上海美術専門学校入学、さらに新華芸術専門学校転入し、西洋画の基礎を学ぶ。経済的に困窮に陥り、資産を売却する。時にベラルーシ人の先生の代筆としてフランス総領事館で壁画を描いて収入を得る。最後の一学期は学費を払えず、退学を決意したにもかかわらず、学校の方は卒業証書を与えた。1927年に南京国民政府総政治部に職を得、大尉宣伝係となり、のちに少佐副官となった。蔡公時に従い済南に行き、済南事件（五・三惨案）で流れ弾に当たり、窓から飛び降りて難を逃れる。
1929年に職を辞し、上海商務印書館美術編集部で高級職員となり、筆名を胡若仏とす。描いた児童書は東南アジアまで販売され、潤沢な給与を受ける。家族六人。妻は二歳年下で、裕福な家庭出身だったが、病身であった。1934年、娘二人と妻が結核を患い、娘二人が夭折。日中戦争前夜、商務印書館に解雇される。以後、写真館、駄菓子屋、児童書店、連環画出版会社などを相次ぎ経営したが、うまく行かず、皆ほとんど一年経たずに倒産。後は地図出版社の世界輿地学社に就職。中国画を勉強し始め、筆名を胡也仏とする。自分の十二歳になったばかりの息子に、画家より医者になれと言ったことがある。「仏」は「空」と関わって、また貯金が空っぽになり、「色即是空」を因んで、画室名を「大空堂」とした。妻の治療費や子供の学費のため、1945年前後から春宮図を描き始め、経済状況が回復。絵の値段は金一両で3枚、二ヶ月をかかった。1949年前後、中国にて連環画出版事業がだんだん回復し、燈塔出版社の招聘を受ける。1952年、公私合営のため、新美術図画書店に転入し、後に上海人民美術出版社に移る。1958年に「朶雲軒」水印木刻社で輪郭係の担当となり、仕事上、古美術の真跡を研究し始める。間暇を利用し、青年期からの友人、商務印書館の同僚の張令濤と協同し、「胡若佛」、「胡丁文」、「胡新」、「胡強」の筆名で、北京、朝花、天津、河北、上海などの人民美術出版社に古装連環画を、相次いで、全部で二十余種描きあげ、高収入を得る。戦後、抗生物質により、妻の結核が完治する。
1949年土地革命で、履歴表で「地主」と書き、文化大革命の後「自由職業」と正された。1952年、上海公安局北駅分局にて「解放前の民事案件の処分を免れたが、画稿は全部回収、廃棄し、今後再び画業に従事するべからず」という通知を受けた。それから春宮図を描くことがなかった、工筆と美人画を描くことも少なく、十枚超えず。文革期間、地主と春宮図の罪名で、百回以上批判闘争された。 
肺癌を患い、上海で逝去。享年七十二歳 。 

## 作品
胡也仏の春宮画作品『金瓶梅秘戯図』は総計三十枚。写意と写実を重視し、西洋画の遠近法を用い、輪郭線を細かく描かれた 。 

### 連環画作品
- 《紅楼夢》
- 《聊斎志異》
- 《西廂記》
- 《楊家将演義》
- 《東周列国》
- 《楚漢之争》
- 《三国志演義》
- 《女媧、天を補う》[2]

## 参照
1. ↑  茅子良 (2013年8月15日). “補説胡也佛七事” (中国語). 東方早報網 2014年5月18日閲覧。[リンク切れ]
2. 1 2 3  張頌仁. “胡若佛小传” (中国語). 卡通之窗 2014年5月18日閲覧。
3. 1 2 3 4  茅子良 (2012年10月17日). “胡南洲：我的父親胡也佛” (中国語). 《蘋果日報》 2014年5月18日閲覧。
4. ↑  一墨 (2013年2月26日). “胡也佛《金瓶梅秘戏图》艺术鉴赏” (中国語). 读书频道图片库-大视野-搜狐 2014年5月18日閲覧。